# Thói quen

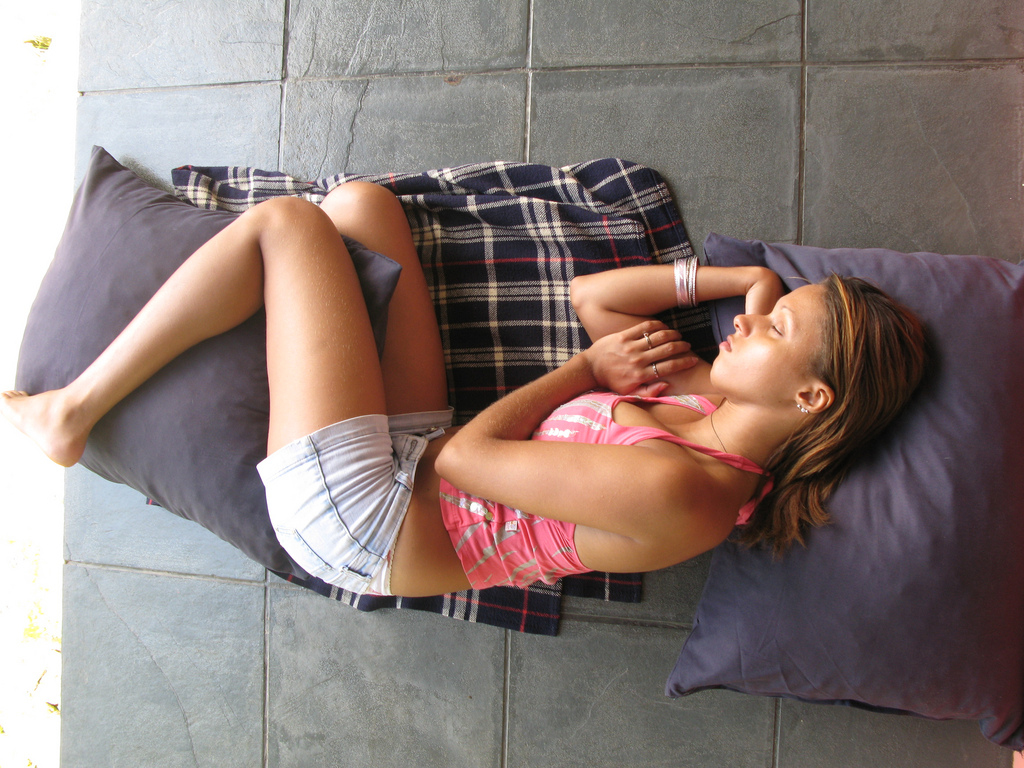
Thói quen ngủ nướng khi trời sáng

Thói quen là một chuỗi phản xạ có điều kiện do rèn luyện mà có. Phản xạ có điều kiện là những hành vi (nếp sống, phương pháp làm việc) được lặp đi lặp lại nhiều lần trong cuộc sống và rèn luyện (học tập, làm việc), đó là những hành vi định hình trong cuộc sống và được coi là bản chất thứ hai của con người (L’habitude est une seconde nature) nhưng nó không sẵn có mà là kết quả của việc sinh hoạt, học tập, rèn luyện, tu dưỡng của mỗi cá nhân trong cuộc sống hằng ngày, tuy vậy thói quen cũng có thể bắt nguồn từ một nguyên nhân đôi khi rất tình cờ hay do bị lôi kéo từ một cá thể khác.
Dựa vào lợi ích hoặc tác hại do thói quen mang lại, có thể chia thói quen thành hai loại: thói quen xấu và thói quen tốt  Mỗi người đều có lối sống, thói quen và sở thích riêng rất khác nhau và việc thay đổi những thói quen của một con người rất khó khăn. Qua thói quen, người ta có thể đoán biết được cá tính của con người cũng như có thể biết được tâm trạng của một người đang lo lắng như thói quen hút thuốc, cắn móng tay, giật, kéo tóc, rung đùi, vỗ bàn chân, ăn quá nhiều hoặc ăn quá ít (biếng ăn), mất ngủ hoặc ngủ quá nhiều.

## Trong hoạt động
Một số thói quen được cho là tốt như thói sinh hoạt có nề nếp, lề lối, điều độ với tác phong nhanh nhạy, hoạt bát, khẩn trương, xếp đặt mọi thứ luôn gọn, sạch, đúng nơi, đúng chỗ. Thói quen lao động, công tác có khoa học như coi trọng và quý trọng thời gian, tiến trình biểu đã xác định, thực hiện nhiêm túc giờ nào việc ấy, làm đúng kế hoạch và có cân nhắc, tính toán công sức hợp lý, thói quen làm việc chăm chỉ thói quen đọc nhiều tài liệu và sách báo. Thói quen giao tiếp ứng xử có văn hóa thể hiện qua việc lời nói điềm đạm, đúng mực, đúng thời điểm, hợp tình, hợp cảnh, lịch sự, tế nhị và dùng đại từ nhân xưng theo đúng các mối quan hệ xã hội. Thói quen ăn mặc lịch sự, đầu tóc gọn gàng, quần áo sạch sẽ, hợp với tuổi tác, công việc, môi trường và hoàn cảnh giao tiếp. Thói quen rèn luyện sức khỏe thông qua việc tích cực, hăng say luyện tập thể dục thể thao, chăm lo giữ gìn vệ sinh thân thể...
Một số thói quen được cho là xấu như: Thói quen lộn xộn trong sinh hoạt hằng ngày cụ thể như tác phong lề mề, luộm thuộm, lôi thôi, lếch thếch thiếu gọn gàng, sạch sẽ, làm đâu bỏ đấy, cẩu thả.... Đại khái trong học hành, học tập không theo giờ giấc (thời khóa biểu), xếp đặt sách vở, đồ dùng học tập thiếu ngăn nắp, học tủ, học lệch, học vẹt. thói quen manh mún trong lao động, làm việc thiếu tính chủ động, không có kế hoạch cụ thể, không biết làm việc gì trước, việc gì sau, thích gì làm nấy. Thói quen bừa bãi trong giao tiếp, ứng xử, nói năng thiếu suy nghĩ chín chắn, nói không đúng lúc, đúng chỗ, không phù hợp với đối tượng, không tuân theo ngôi thứ và tôn trọng người khác, thói quen tùy tiện trong ăn uống và không hợp vệ sinh, thói quen lười nhác trong rèn luyện thân thể, ngại, lười vận động, không thường xuyên tham gia môn thể dục, thể thao. Ngoài ra có một số thói quen không tốt như thói quen trì hoãn, lề mề, chờ đến gần hạn cuối mới bắt tay vào công việc, thói quen chậm trễ, lợi dụng sự thoải mái đi trễ, về sớm, áo quần tuềnh toàng với áo thun hay quần jean rách. 
Thói quen không hòa nhập, thói quen công kích, chỉ trích, đả kích, thói quen kết bè kết đảng, vây cánh bè phái, thói quen viết email, tin nhắn cẩu thả, gửi e-mail, tin nhắn khi tức giận, không kiểm soát phát ngôn trên mạng xã hội, thói quen đổ thừa, chê trách, oán trách khi gặp khó khăn, than thân trách phận. Hoặc một số thói quen gây hại cho não bộ như: Bỏ bữa sáng (thiếu hụt chất dinh dưỡng cho não), ăn uống quá độ, hút thuốc làm cho não teo lại từ từ, ăn nhiều đường, hít thở không khí ô nhiễm quá lâu, thiếu ngủ làm cho các tế bào não kiệt sức, trùm đầu khi ngủ, não không đủ oxy, lâu dần sẽ bị tổn thương, suy nghĩ khi bị bệnh gây sức ép lên não, lười suy nghĩ và kiệm lời. 
Thói quen là điều quan trọng, theo Rory Vaden thì thành công thường không phải là kết quả của những lựa chọn lớn, mà là tổng hợp của những quyết định nhỏ và có vẻ vụn vặn. Albert Gray có lần nói: "Những người thành công thiết lập thói quen làm những việc mà những người thất bại không thích làm". Vince Lombardi từng nói: "Chiến thắng là một thói quen, nhưng khốn khổ thay, thất bại cũng thế", những điều ta đạt được trong đời chỉ đơn giản là hệ quả của nỗ lực lặp đi lặp lại và một lịch sinh hoạt đã đi vào khuôn khổ. Vikas Malkani cho rằng phần lớn chúng ta trở nên kém đi bởi vì chúng ta không dám bỏ đi những thói quen tầm thường đã trở thành vô thức. Sợi xích của những thói quen tầm thường thực sự nguy hiểm vì nó tró buộc hy vọng tiến tới đột phá và đạt được giấc mơ của bạn. Triết gia Hy Lạp cổ đại Aristole cho rằng: "Chính những gì chúng ta thường xuyên làm sẽ tạo nên chúng ta", còn Jim Rohn cho rằng: "Nếu cứ tiếp tục làm những việc mà bạn vẫn luôn làm, bạn sẽ nhận được những gì mà trước nay bạn vẫn luôn nhận được".

## Trong ăn uống

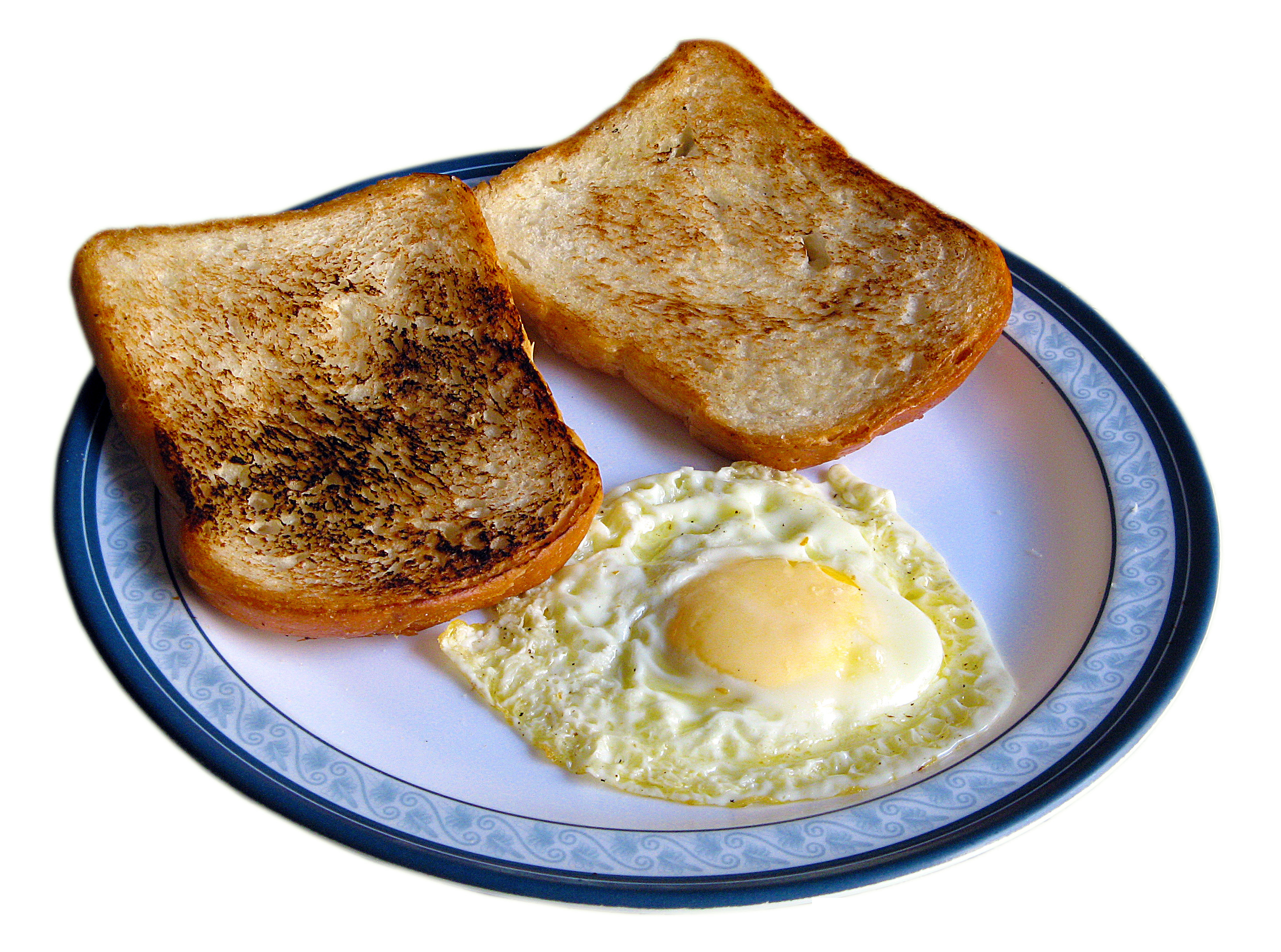
Thói quen bỏ ăn bữa sáng không tốt cho sức khỏe

Ăn ít muối và ít đường, vệ sinh răng miệng hàng ngày sau khi ăn, không bỏ bữa sáng, ăn bữa tối sớm hơn, uống sữa ít béo... là những thói quen tốt cụ thể là ăn đúng và đủ, chọn thức ăn vì chất dinh dưỡng chứ không chỉ vì hợp khẩu vị, ăn nhiều rau, củ, quả và giảm hàm lượng calo trong khẩu phần ăn, tăng cường chất xơ. Ngoài ra một số thói quen tốt khác như tự nấu ăn, mang cơm đi làm...
Một số thói quen xấu trong ăn uống khiến con người dễ bụng phệ và béo phì như: Bỏ bữa (sau đó là ăn nhiều hơn), uống nhiều rượu chè, dùng các sản phẩm ăn kiêng, không ăn bánh mì, không dùng thực phẩm chứa nhiều chất béo. nhịn ăn bữa sáng, ăn nhiều thức ăn nhanh, ăn thức ăn hàng quán, chế biến thực phẩm không đúng... lại là nguyên nhân dẫn đến nhiều bệnh nguy hiểm, ảnh hưởng đến sức khỏe. Ngoài ra còn có các thói quen khác như ăn mặn, sử dụng điện thoại trong lúc ăn, hay đọc sách lúc ăn, ăn mì ăn liền thay thực phẩm chính, ăn cơm chan canh dẫn đến người ta có xu hướng chỉ nhai qua loa rồi nuốt chửng gây hại cho dạ dày hoặc vừa ăn vừa uống, ngoài ra còn ăn trước khi ngủ, ăn không đúng bữa, ăn quá nhanh, hút thuốc quá nhiều gây hại cho dạ dày. Ở Việt Nam, nhiều người, nhất là người cao tuổi vẫn giữ thói quen tiết kiệm là hâm đi hâm lại thức ăn cũ đã nấu nhiều ngày trước đó khiến thức ăn bị nhiễm vi khuẩn, dẫn đến chứng rối loạn tiêu hóa khi ăn. Còn một số thói quen khác như ăn thực phẩm sống (gỏi, tái), ăn uống đồ lạnh,  ăn quá nhiều đu đủ xanh, dứa, mướp đắng, sử dụng trà thảo dược bừa bãi, chè và cà phê ăn các loại gia vị cay, nóng đẫn đến nguy hại cho phụ nữ mang thai.

## Trong sinh hoạt
Vệ sinh răng miệng hằng ngày, ngủ đủ giấc, không hút thuốc lá, thói quen điều độ tiết chế, thói quen giữ liên lạc với bạn bè và người thân giúp tránh được chiều hướng suy nghĩ tiêu cực, bi quan hay buông xuôi khi gặp khó khăn và có lời khuyên cho rằng nên liên lạc với người thân tối thiểu 2 lần trong một tuần.
Ngoài ra trong cuộc sống vợ chồng, thường có những thói quen của các ông chồng gây ra khó chịu cho bà vợ như: Để khăn ướt trên giường, không để ý những việc nhỏ có thể ảnh hưởng tới con, để đĩa thức ăn trống trong tủ lạnh, để tiền ở khắp mọi nơi như túi áo trước ngực, túi sau quần, trong ví.... không chịu rửa nồi, lưu giữ quá nhiều đồ đạc có dây dợ lằng nhằng, chê bai thói quen xem truyền hình của vợ....
Một số thói quen của nam giới dễ ảnh hưởng đến tình dục và sinh sản như: Ngồi lâu dẫn đến dễ nguy hại, xem ảnh đồi trụy cũng gây nguy cơ vì lâu dần thì cảm giác của con người sẽ bị chai lỳ đi, đòi hỏi phải có những kích thích ở ngưỡng cao hơn mới có tác dụng. Thói quen tình dục sớm, tình dục vô độ, tình dục thiếu hiểu biết, tình dục không gần với tình yêu dùng các chất bôi trơn khi giao hợp có ảnh hưởng không tốt cho việc di chuyển của tinh trùng, thói quen rượu bia, thuốc lá, chè chén tiệc tùng cũng dễ ảnh hưởng đến chức năng tình dục.

## Theo dân tộc
Nhìn chung mỗi cộng đồng, dân tộc có những thói quen xấu và tốt khác nhau, trong đó, người Việt có một số thói quen xấu được chỉ ra như:
Người Việt hay có những hành vi "khiếm nhã", tạo nên hình ảnh "người Việt xấu xí" khi đi du lịch ở nước ngoài.
- Văn hóa ăn uống: Người Việt thường vô tư lấy đồ ăn mà không cần biết có phù hợp khẩu vị hay không, ăn không hết sẵn sàng bỏ lại[23].
- Văn hóa xếp hàng: Hành động chen lẫn, xô đẩy là thường thấy ở người Việt[24].
- Xả rác: Người Việt hay xả rác lung tung. Trong mắt bạn bè quốc tế, nhiều du khách Việt thích vứt rác bừa bãi[25].
- Ăn cắp vặt: Thói quen ăn cắp vặt của người Việt đã trở nên báo động tại Nhật Bản. Theo nhiều người sinh sống tại Nhật Bản, người Việt thường có thói quen xấu ăn cặp vặt do túng thiếu trong cuộc sống. Sự việc xảy ra thường xuyên gây nhiều bức xúc buộc người Nhật phải treo biển cảnh báo. Có trường hợp Tổng giám đốc một công ty lớn ra nước ngoài cũng ăn cắp vặt[26][27].
- Trốn vé: Hành động này đã và đang được rất nhiều du học sinh Việt phản ánh trên những diễn đàn hay blog cá nhân.[cần dẫn nguồn]
- Chặt chém du khách: Việc chặt chém du khách, đối với cả khách trong nước và nước ngoài, là vấn đề nhức nhối hiện nay. Sầm Sơn Thanh Hóa là điển hình của tình trạng chặt chém du khách[28]. Những vụ việc "chặt chém" liên tiếp đối với khách nước ngoài đã làm ảnh hưởng nghiêm trọng đến việc quảng bá, mời gọi du lịch[29].